# Saccammina
Saccammina, en ocasiones erróneamente denominado Arsaccammum y Saccamina, es un género de foraminífero bentónico de la subfamilia Saccammininae, de la familia Saccamminidae, de la superfamilia Saccamminoidea, del suborden Saccamminina y del orden Astrorhizida. Su especie tipo es Saccammina sphaerica. Su rango cronoestratigráfico abarca desde el Silúrico hasta la Actualidad.

## Discusión
Clasificaciones previas incluían Saccammina en la superfamilia Astrorhizoidea, así como en el suborden Textulariina del orden Textulariida.

## Clasificación
Se han descrito numerosas especies de Saccammina. Entre las especies más interesantes o más conocidas destacan:
- Saccammina sphaerica

Un listado completo de las especies descritas en el género Saccammina puede verse en el siguiente anexo.